# Шамрок-Лейкс (Індіана)
Шамрок-Лейкс (англ. Shamrock Lakes) — місто (англ. town) в США, в окрузі Блекфорд штату Індіана. Населення — 222 особи (2020).

## Географія
Шамрок-Лейкс розташований за координатами 40°24′41″ пн. ш. 85°25′39″ зх. д. / 40.41139° пн. ш. 85.42750° зх. д. (40.411439, -85.427434).  За даними Бюро перепису населення США в 2010 році місто мало площу 0,83 км², з яких 0,68 км² — суходіл та 0,14 км² — водойми.

## Демографія
Згідно з переписом 2010 року, у місті мешкала 231 особа в 94 домогосподарствах у складі 74 родин. Густота населення становила 280 осіб/км².  Було 101 помешкання (122/км²).
Расовий склад населення:
| - 98,7 % — білих - 1,3 % — азіатів |

До двох чи більше рас належало 0,0 %. Частка іспаномовних становила 0,0 % від усіх жителів.
За віковим діапазоном населення розподілялося таким чином: 20,8 % — особи молодші 18 років, 64,0 % — особи у віці 18—64 років, 15,2 % — особи у віці 65 років та старші. Медіана віку мешканця становила 48,8 року. На 100 осіб жіночої статі у місті припадало 94,1 чоловіків;  на 100 жінок у віці від 18 років та старших — 96,8 чоловіків також старших 18 років.
Середній дохід на одне домашнє господарство  становив 84 345 доларів США (медіана — 73 750), а середній дохід на одну сім'ю — 92 570 доларів (медіана — 91 875). За межею бідності перебувало 6,5 % осіб, у тому числі 17,6 % дітей у віці до 18 років та 0,0 % осіб у віці 65 років та старших.
Цивільне працевлаштоване населення становило 131 осіб. Основні галузі зайнятості: освіта, охорона здоров'я та соціальна допомога — 26,7 %, виробництво — 15,3 %, роздрібна торгівля — 13,0 %, мистецтво, розваги та відпочинок — 12,2 %.